# Dheepan
Dheepan (intitulado Dheepan - O Refúgio no Brasil) é um filme francês de 2015 do diretor Jacques Audiard. O filme é uma adaptação livre das "Cartas Persas" de Montesquieu.
O filme recebeu a Palma de Ouro no Festival de Cannes de 2015.

## Sinopse
No Sri Lanka, Dheepan é um guerreiro que foge para a França e acaba trabalhando como um zelador nos arredores de Paris. Nessa viagem, ele decide ajudar uma mulher e uma menina de 9 anos a também fugirem para o país, fingindo serem uma família.

## Elenco
| Ator/Atriz              | Papel    |
| ----------------------- | -------- |
| Antonythasan Jesuthasan | Dheepan  |
| Kalieaswari Srinivasan  | Yalini   |
| Vincent Rottiers        | Brahim   |
| Marc Zinga              | Youssouf |

## Recepção da crítica
No site Rotten Tomatoes o filme tem aprovação de 100% dos críticos baseado em 12 críticas e de 100% do público. No IMDB o filme tem uma nota de 6,4.